# 百丈镇 (雅安市)
百丈镇，是中华人民共和国四川省雅安市名山区下辖的一个乡镇级行政单位。2019年12月，将新店镇安桥村，红星镇余坝村、华光村，原廖场乡观音村，原解放乡银木村、高岗村、瓦子村、月岗村及原中峰乡桂花村、一颗印村所属行政区域划归百丈镇管辖。

## 行政区划
百丈镇下辖以下地区：
社区、千尺村、朱坝村、石栗村、曹公村、王家村、叶山村、肖坪村、涌泉村、百家村、天宫村、凉江村、鞍山村和蔡坪村。